# Nižný Klátov
Nižný Klátov (in ungherese Alsótőkés, in tedesco Unter-Beckseifen) è un comune della Slovacchia facente parte del distretto di Košice-okolie, nella regione di Košice.